# Laoszi Nemzeti Egyetem
A Laoszi Nemzeti Egyetem Laosz egyetlen egyeteme. Székhelye a fővárosban, Vientiánban található.

## Története
Laosz első egyeteme az 1958-ban alapított Sziszavang Vong Egyetem volt. Ez egészen 1975-ig létezett, amikor a kommunista hatalomátvételkor a tanárokat elüldözték, és az egyetem megszűnt, több kisebb főiskolára esett szét. Az 1980-as évek végén megkezdődött gazdasági-társadalmi reformok hatására ismét felmerült az igény, hogy az országnak legyen magas szintű felsőoktatási intézménye. Ezért 1995 novemberében 9 főiskola, a Vientiáni Pedagógiai főiskola, a Nemzeti Műszaki Főiskola, az Orvostudományi Főiskola, a Nabong Mezőgazdasági Főiskola, a DongDok Erdészeti Főiskola, a Tad Tong Öntözési Főiskola, az Építészeti Főiskola és az Elektrotechnikai Főiskola egyesítésével létrejött a Laoszi Nemzeti Egyetem (NUOL). Az addig különböző minisztériumok alá tartozó intézmények így mind az Oktatási Minisztérium hatáskörébe kerültek.
Az első szemeszter 1996. november 5-én indult 9 egyetemi karon. Azóta a NUOL-nak 11 fakultása és 7 központja van.

## Szervezete
Az oktatás 8 kampuszon folyik, melyek mind a főváros körüli 35 km-es körzeten belül találhatók. A központi campus a DongDok, itt található a rektori hivatal. 11 egyetemi kar közül választhatnak a tanulók.
A campusok:
- DongDok
- Sokpaluang
- Nabong
- Don Nokkhum
- Phiavat
- Tadthong
- Kilometer 5
- Donkoy